# Villa Cerro
Villa Cerro is een plaats (frazione) in de Italiaanse gemeente Rezzoaglio.